# オズナーゴ
オズナーゴ（伊: Osnago）は、イタリア共和国ロンバルディア州レッコ県にある、人口約4,700人の基礎自治体（コムーネ）。

## 地理

### 位置・広がり
レッコ県南部のコムーネ。県都レッコから南へ20km、州都ミラノから北東へ29kmの距離にある。

#### 隣接コムーネ
隣接するコムーネは以下の通り。MBはモンツァ・エ・ブリアンツァ県所属。
- カルナーテ (MB)
- チェルヌスコ・ロンバルドーネ
- ロマーニャ
- メラーテ
- ミッサーリア
- モンテヴェッキア
- ロンコ・ブリアンティーノ (MB)

### 気候分類・地震分類
気候分類では、zona E, 2423 GGに分類される。
また、イタリアの地震リスク階級 (it) では、zona 3 (sismicità bassa) に分類される。